# Oststadt (Hildesheim)
Die Oststadt (offiziell: Oststadt mitsamt dem Stadtfeld) ist ein Stadtteil von Hildesheim, der sich östlich an die Neustadt anschließt und ab der zweiten Hälfte des 19. Jahrhunderts entstanden ist.

## Geografie
Der Stadtteil hat eine Fläche von rund 4,03 km². Zu ihm rechnet man neben der Oststadt im engeren Sinne auch die Siedlung Stadtfeld sowie das Wohngebiet Fahrenheit. Die größte Nord-Süd-Ausdehnung der bebauten Fläche (Südende der Sedanstraße im Süden bis Fahrenheitstraße im Norden) beträgt rund zwei Kilometer, ihre größte Ost-West-Ausdehnung (Kennedydamm im Westen bis Triftäckerstraße im Osten) 1,7 km.
In diesem Gebiet wohnten 2003 12.319 Menschen. Am 31. Dezember 2005 betrug die Einwohnerzahl 11.875, darunter 12,1 % mit Migrationshintergrund.

## Geschichte

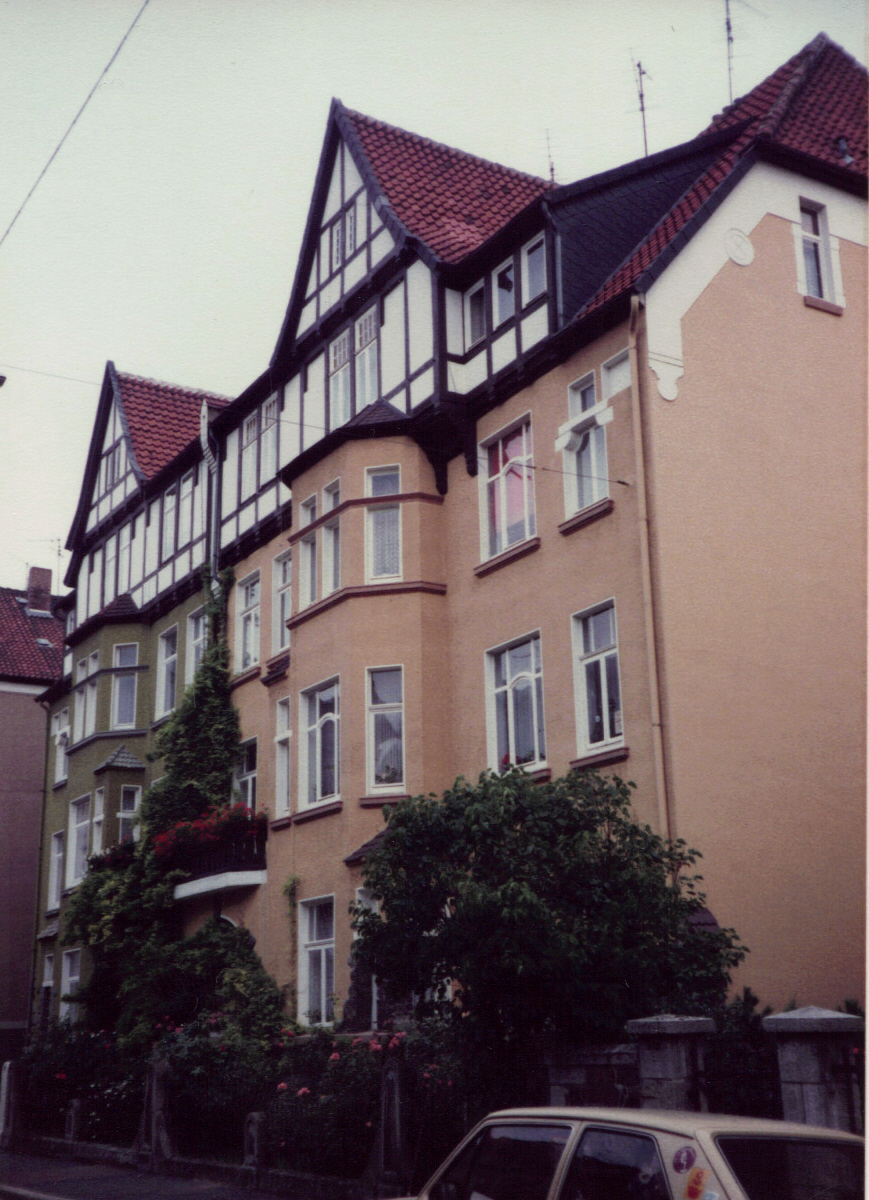
Häuser aus der Gründerzeit am Krähenberg

Das gesamte Gebiet östlich der vor der Hildesheimer Altstadt gelegenen Sülte wurde im Mittelalter „Creyenbergh“ genannt, dieser Flurname wurde 1240 zum ersten Mal in einer Urkunde erwähnt. Hier befanden sich im Mittelalter das 1270 gegründete Katharinenhospital, ein Pflegeheim für Aussätzige und andere Kranke, sowie der Katharinenkirchhof, der 1321–1850 benutzt wurde, und die Steingrube, ein 1324 zum ersten Mal erwähnter Steinbruch. Er diente auch als Richtstätte für die Verbrennung von Hexen und andere Hinrichtungen. Im Bereich der heutigen Teichstraße lag der jüdische Friedhof, der heute noch existiert, sowie ein Teich mit dem Namen „Judenteich“.

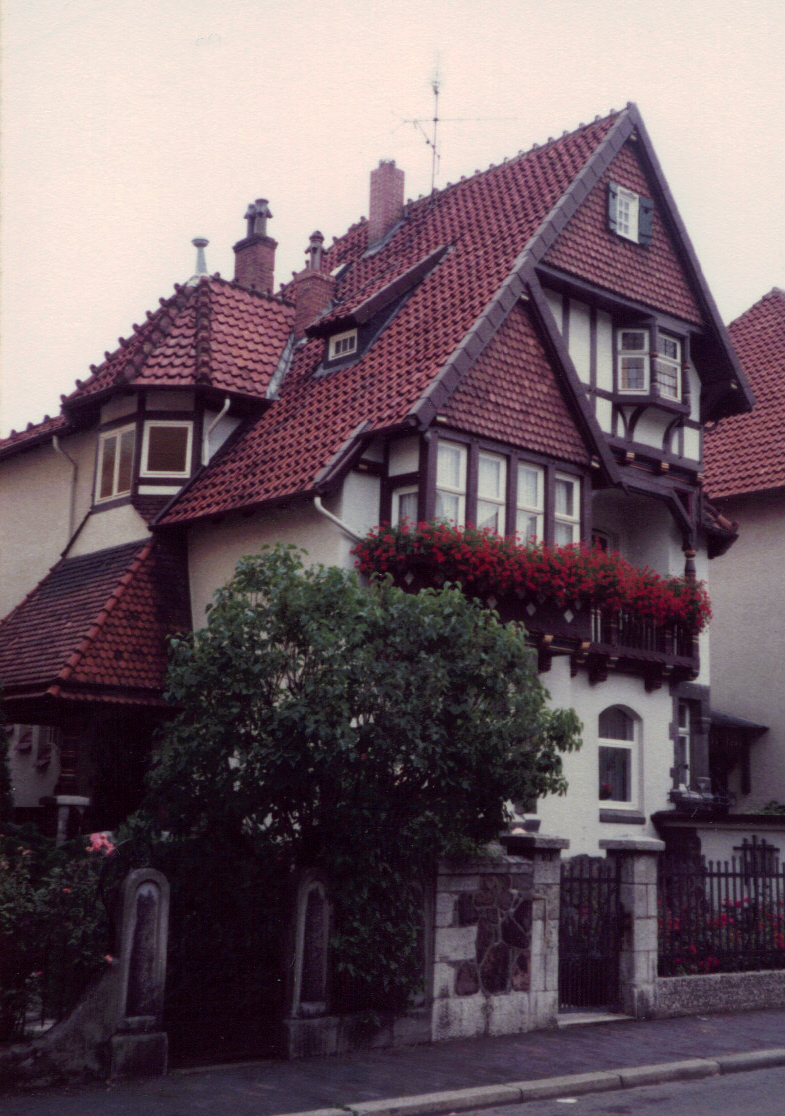
Wohnhaus aus der Gründerzeit am Krähenberg

Entscheidend für die Entstehung der Oststadt waren die Abtragung der mittelalterlichen Stadtbefestigung Hildesheims sowie der Bau der Eisenbahn und des Ostbahnhofs: Gegen 1810 wurden Wall und Graben zwischen Friesentor und Ostertor, den beiden Stadttoren im östlichen Bereich der Hildesheimer Altstadt, abgetragen und an ihrer Stelle eine Straße angelegt, die den Namen „Zingel“ erhielt und ab 1868 bebaut wurde. Der Wall zwischen dem heutigen Hindenburgplatz und dem Braunschweiger Tor im Verlauf der heutigen Goslarschen Straße wurde 1825 eingeebnet. Zwischen Braunschweiger Tor und Goschentor wurde der Wall 1819–1820 beseitigt und der Graben erst 1866 aufgefüllt, hier entstand ab 1873 die Sedanstraße. Der sog. „Sandgraben“ zwischen Braunschweiger und Ostertor wurde ebenfalls 1866 aufgefüllt, an seiner Stelle wurde 1872 die Gartenstraße angelegt. Einer Ausdehnung Hildesheims nach Osten stand nun nichts mehr im Wege.
Als erste entstanden die Nebenstraßen der Goslarschen und der Sedanstraße. Am Anfang der Goslarschen Straße wurde 1865–1869 das Gymnasium Andreanum gebaut und 1876 gegenüber die Höhere Töchterschule eröffnet, die später in „Goetheschule“ umbenannt wurde. Die Wörthstraße wurde 1876 als Zufahrt von der Hildesheimer Neustadt zum gerade eröffneten Ostbahnhof angelegt.
Ein wichtiger Impuls für die Entwicklung der Oststadt war der Bau der Steingrubenkaserne (1874–1876) an der Steingrube, die eingeebnet wurde und als Exerzierplatz diente. Die Kaserne lag an der Moltkestraße südlich der heutigen Eichendorffstraße, die ursprünglich „Kasernenstraße“ hieß.
Bis 1899 bildete die Einumer Straße, die schon im Mittelalter als ein nach Braunschweig führender Handelsweg existierte, die nördliche Begrenzung der Bebauung der Oststadt. Nach 1899 wurden Katharinen-, Moltke- und Orleanstraße nach Norden hin verlängert. Wegen der starken Bevölkerungszunahme wurde der Bau neuer Kirchen erforderlich. Die St. Elisabethkirche wurde 1905–07 von Dombaumeister Richard Herzig erbaut. Eine evangelische Kirche wurde für die Oststadt nicht neu errichtet, die bereits vorhandenen Gemeinden in Hildesheim erweiterten ihre Gemeindebezirke entsprechend dem Wachstum des neuen Stadtteils. Am Rand der Steingrube wurde 1873 ein Restaurant eröffnet, das über einen Saal für Theateraufführungen verfügte. Auf dem Grundstück wurde 1908–09 das Stadttheater erbaut.
Im Zweiten Weltkrieg blieb die Oststadt im Gegensatz zur Alt- und Neustadt von flächenmäßigen Zerstörungen verschont, obwohl sie mehrmals von den Luftangriffen auf Hildesheim betroffen war. Am 22. Februar 1945 wurden vor allem das Gebiet um die Altenbekener und die Gravelottestraße sowie der Bereich zwischen Goslarscher Straße und Steingrube von Bomben getroffen. Am 3. März 1945 entstanden Schäden insbesondere zwischen Gartenstraße und Zingel, an der Sülte und am Theater, in der Eichendorff- und Orleansstraße. Bei dem letzten und schwersten Luftangriff auf Hildesheim vom 22. März 1945 wurde die Oststadt erneut getroffen. Zerstört wurden u. a. die Steingrubenkaserne, die Goetheschule und das Gymnasium Andreanum. Das Theater wurde stark, andere Gebäude wie St. Elisabethkirche, Waterloo-Kaserne und Ostbahnhof wurden nur leicht beschädigt oder blieben ganz unversehrt.
Die Siedlung Stadtfeld entstand ab 1921 an der heutigen Bundesstraße 1, während das Wohngebiet Fahrenheit in den 1950er Jahren angelegt wurde.
Ein neues Stadtquartier heißt seit dem 19. Oktober 2017 „Ostend“, es entsteht auf dem Areal der ehemaligen Mackensenkaserne.

## Politik

### Ortsrat
Der Ortsrat, der den Hildesheimer Stadtteil Oststadt/Stadtfeld vertritt, setzt sich aus elf Mitgliedern zusammen. Die Ratsmitglieder werden durch eine Kommunalwahl für jeweils fünf Jahre gewählt.

Bei der Kommunalwahl 2021 ergab sich folgende Sitzverteilung:
| Ortsrat 2021Insgesamt 11 Sitze - SPD: 3 - Grüne: 4 - Unab.: 1 - FDP: 1 - CDU: 2 |

### Ortsbürgermeisterin
Ortsbürgermeisterin ist Sabine Sonnenberg (Bündnis 90/Die Grünen), Stellvertretende Ortsbürgermeister sind Helmut Borrmann (SPD) und Andrea Stühmeier (CDU).

## Kultur und Sehenswürdigkeiten

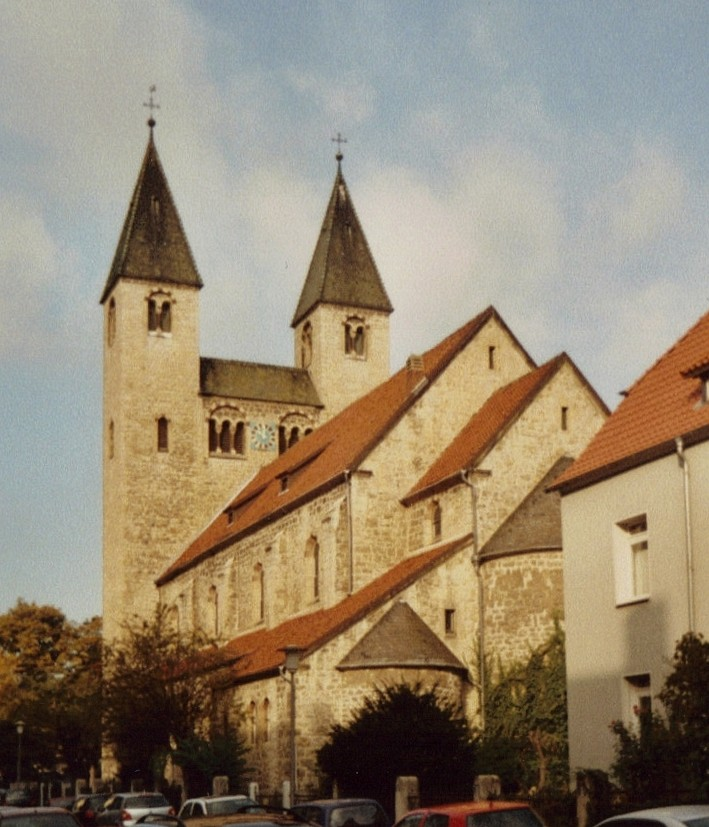
Elisabethkirche (1907)

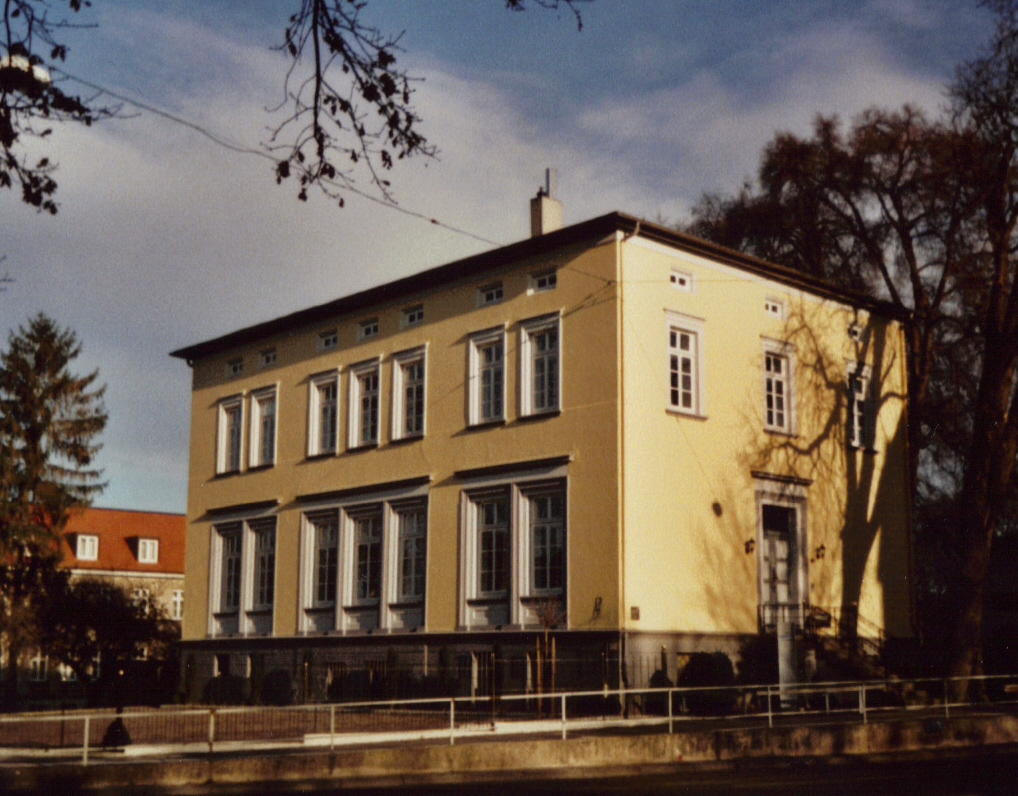
Lindemannsche Villa (1855–1856)

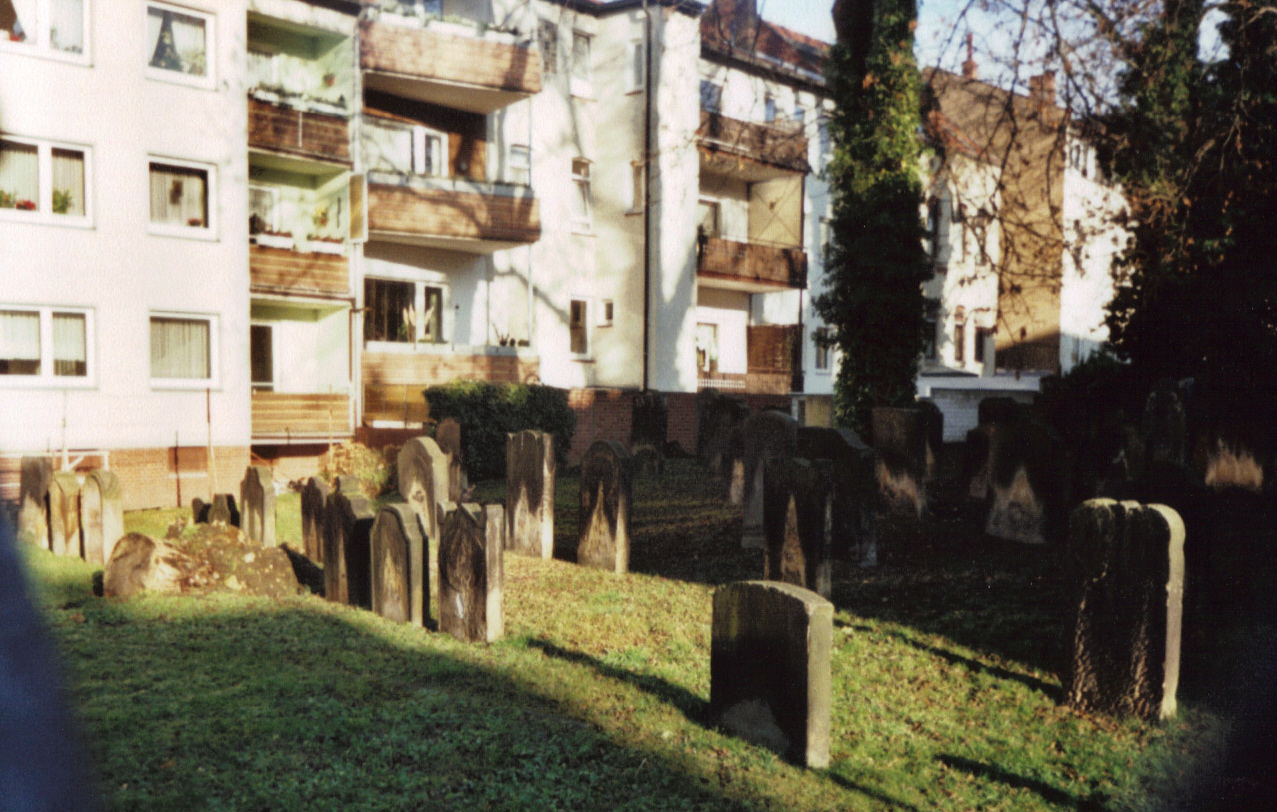
Jüdischer Friedhof an der Teichstraße

### Theater und Museen
Im 1909 eingeweihten ehemaligen Stadttheater hat das Theater für Niedersachsen seinen Sitz. Ihm ist der Thega-Filmpalast angeschlossen, ein Kino mit über 1150 Plätzen.

### Bauwerke
Bedingt durch die relativ geringen Zerstörungen, die die Oststadt im Zweiten Weltkrieg erlitt, findet man hier Wohn- und Geschäftshäuser im Stil des Klassizismus, Historismus und der Gründerzeit mit Türmen, Erkern und reich verzierten Fassaden. Gebäude aus diesen Epochen sind in der Sedanstraße, im Immengarten, in der Goethe-, Lessing- oder Schillerstraße zu sehen. Zahlreiche für die damalige Zeit typische Ziegelbauten der einkommensschwächeren Bevölkerungsschichten sind erhalten, beispielsweise in der Augusta-, Kamp- und Weißenburger Straße.
Markanteste Gebäude der Oststadt sind die 1907 von Richard Herzig im Stil der Neoromanik fertiggestellte katholische Kirche St. Elisabeth mit ihren zwei weithin sichtbaren Türmen an der Moltkestraße, sowie das 1909 eingeweihte Theater an der Theaterstraße.
Der Kaufmann Conrad Lindemann ließ 1855–1856 die nach ihm benannte Villa Einumer Straße Ecke Bahnhofsallee im Stil des Klassizismus errichten. Sie wurde 1872 von der benachbarten damaligen „Heil- und Pflegeanstalt“ erworben und dient seit 1979 als Musikschule. Das Haus Moltkestraße 9, 1885 als Wohnhaus des Dombaumeisters Richard Herzig (1851–1934) errichtet, ist ein Beispiel des Historismus. Nach Herzigs Plänen wurden in Hildesheim St. Bernward in der Innenstadt und St. Elisabeth in der Oststadt gebaut, im Bistum Hildesheim zwischen 1885 und 1913 insgesamt 21 Kirchen.
An der Teichstraße befindet sich einer der drei erhaltenen jüdischen Friedhöfe Hildesheims, dessen Größe 1 841 m² beträgt. Die ältesten Gräber stammen vom Beginn des 18. Jahrhunderts. Im Zweiten Weltkrieg blieb er von Bombenschäden verschont.
Im Fahrenheitgebiet wurde 1969/70 die katholische Kirche Guter Hirt gebaut, die vor allem durch den angegliederten Sozialen Mittagstisch bekannt ist.

### Grünflächen und Naherholung
In unmittelbarer Nähe der Oststadt erstreckt sich das Naherholungsgebiet Galgenberg mit Ausflugslokal und dem Bismarckturm, einem 1905 erbauten Aussichtsturm. In der Mitte des Stadtteils dehnt sich die vielseitig genutzte Grünanlage „Steingrube“ aus.

## Wirtschaft und Infrastruktur

### Unternehmen
Im Bereich von Einumer Straße und Moltkestraße befinden sich zahlreiche Einzelhandelsgeschäfte, Handwerks- und andere Dienstleistungsbetriebe, in der Gravelotte- und Frankenstraße sind Lebensmittelmärkte zu finden.
Nach dem Abriss der Ledebur-Kaserne an der Bundesstraße 6 zog im September 2011 das neue Klinikum Hildesheim an dessen Stelle. Das Facharztzentrum Medicinum wurde im April 2009 eröffnet.

### Bildung
In der Oststadt befinden sich:
- sieben Kindergärten
- drei Kinderhorte
- zwei Kinderkrippen
- zwei Grundschulen
- ein Gymnasium
- eine Musikschule

### Verkehr
Durch die Oststadt verläuft die Bahnstrecke Hildesheim–Goslar mit dem 1875 errichteten Bahnhof Hildesheim Ost. Der Hauptbahnhof ist von keiner Straße des Stadtteils mehr als drei Kilometer entfernt und über die Stadtbuslinie 3 mit der Oststadt verbunden. Marktplatz und Fußgängerzone der Innenstadt sind wegen der geringen Entfernung von vielen Straßen aus gut zu Fuß zu erreichen. Im nördlichen Teil verläuft die Bundesstraße 1, über die man nach weniger als 2 km die Autobahnanschlussstelle „Hildesheim“ der 1960 fertiggestellten Autobahn A 7 erreicht.
Durch die Straßenbahn Hildesheim wurde die Oststadt von 1907 bis 1945 auf zuletzt drei Linien erschlossen. Heute wird der Stadtteil von mehreren Stadtbuslinien bedient: Linie 3 durchfährt die Oststadt in nordsüdlicher Richtung und stellt die Verbindung zum Hauptbahnhof und zur Universität Hildesheim sowie zu anderen Stadtteilen her. Die Linien 4 und 5 verkehren in ost-westlicher Richtung und verbinden die Oststadt mit der Innenstadt, der Siedlung Stadtfeld, anderen Stadtteilen und mit der Universität.